# Janusz Majer
Janusz Majer (ur. 25 września 1946 w Siemianowicach Śląskich) – polski alpinista, himalaista i podróżnik, współzałożyciel (wraz z Arturem Hajzerem) firmy ADD, właściciela marki Alpinus, działającej w latach 1990–2001; współzałożyciel firmy Mount, właściciela marki HiMountain produkującej odzież i sprzęt turystyczny. Przez cztery i pół roku (23.11.2013 – 22.05.2018) szef programu „Polskie Himalaje”, którego częścią został program Polski Himalaizm Zimowy im. Artura Hajzera.

## Życiorys
W wieku 17 lat ukończył kurs skałkowy na Jurze Krakowsko-Częstochowskiej i rozpoczął wspinanie w Tatrach. W 1971 kończy studia na wydziale metalurgicznym krakowskiej AGH. Jest żonaty z Zofią, absolwentką AGH, ma syna Krzysztofa.
Od 1976 stale wspina się za granicą, między innymi w Himalajach, Hindukuszu i Karakorum. Prócz wspinania zajmuje się organizowaniem i logistyką wypraw. W latach 1980–1992 prezes Klubu Wysokogórskiego w Katowicach, skupiającego wybitnych alpinistów i himalaistów w tamtym czasie (min.: Jerzy Kukuczka, Krzysztof Wielicki, Ryszard Pawłowski, Artur Hajzer). Wielokrotny organizator Festiwalu Filmów Górskich w Katowicach (1988, 1990, 1992). Członek wielu jury górskich festiwali filmowych w Polsce i Europie (Teplice nad Metui Festival – Czechy, Poprad Film Festival – Slovakia, Bansko Film Festival – Bulgaria, Explorer Film Festival Łódź). Autor artykułów w prasie branżowej dotyczących wypraw wysokogórskich: Taternik, American Journal, Alpine Journal. Wiceprezes Polskiego Związku Alpinizmu w latach 1987–1993, honorowy członek Klubu Wysokogórskiego w Katowicach, przewodniczący Komisji Wspinaczki Wysokogórskiej PZA.
W 2020 roku ukazała się jego biografia pt. Janusz Majer. Góry w cieniu życia wydana nakładem Wydawnictwa SQN.
Laureat Super Kolosa - wyróżnienie zostało przyznane przez Kapitułę Kolosów w 2023 roku „za wybitny wkład w rozwój polskiego himalaizmu”.

## Wyprawy wysokogórskie

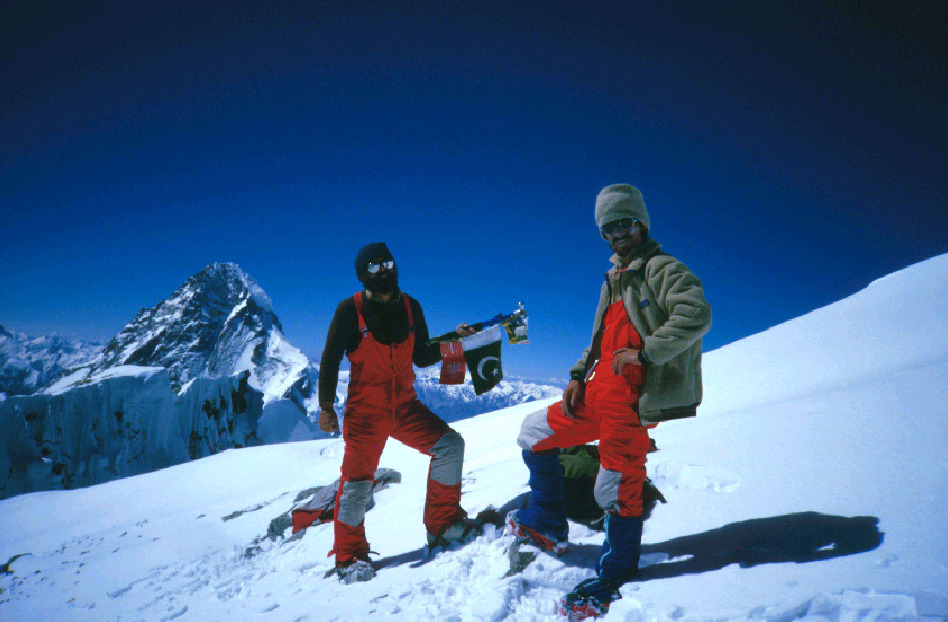
Janusz Majer (z lewej) wraz z Walentym Fiutem na szczycie Broad Peak 14 lipca 1984 r. Zdjęcie wykonane przez Ryszarda Pawłowskiego

- 1975 – Mont Blanc 4810 m, Alpy, Francja – wejście na szczyt,
- 1976 – Noszak 7492 m, Hindukusz, Afganistan – wejście na szczyt,
- 1977 – Nanga Parbat 8125 m, Himalaje, Pakistan – próba wejścia, zastępca kierownika Wyprawy Śląskiej (kier. Adam Zyzak),
- 1979 – Dunagiri 7066 m, Himalaje, Indie – uczestnik wyprawy,
- 1980 – Andy Peruwiańskie oraz Yosemite, USA – kierownik podwójnej wyprawy, w tym pierwsze polskie przejście słynnej drogi The Nose na El Capitan w Yosemite – (w zespole Tadeusz Karolczak, Janusz Majer, Ryszard Pawłowski)
- 1982 – Langtang Lirung 7227 m, Himalaje, Nepal – kierownik wyprawy (szczyt osiągnęli Ryszard Pawłowski, Henryk Szczęsny)
- 1983 – Ganesh II 7118 m, Himalaje, Nepal – kierownik wyprawy
- 1984 – Broad Peak 8040 m, Karakorum, Pakistan, kierownik wyprawy, wejście na szczyt (Walenty Fiut, Janusz Majer, Ryszard Pawłowski, Krzysztof Wielicki)
- 1985 – Lhotse 8511 m, Himalaje, Nepal, kierownik wyprawy na południową ścianę
- 1986 – K2 8611 m, Karakorum, Pakistan – kierownik wyprawy, pierwsze przejście filarem południowym tzw. „Magic Line” (szczyt osiągnął zespół: Peter Božik, Przemysław Piasecki, Wojciech Wróż) Majer osiągnął wysokość 8200m.
- 1987 – zimowe wspinanie w Szkocji, rejon Ben Nevis oraz Lochnagar,
- 1987 – Shisha Pangma 8013 m, Himalaje, Tybet – uczestnik wyprawy,
- 1988 – Annapurna, wierzchołek wschodni 8010 m (Annapurna I East), Himalaje – uczestnik wyprawy, która wytyczyła nową drogę prawą częścią pd. ściany
- 1989 – Mount Everest 8848 m, Himalaje, zachodnia grań – uczestnik tragicznej wyprawy, która pokonała drogę, ale w trakcie zejścia w lawinie zginęło 5 uczestników
- 1994 – Denali (McKinley), Alaska – próba wejścia,
- 1998 – Masyw Vinsona 4892 m, Antarktyda, wejście na szczyt; Aconcagua, 6960 m, Andy, Argentyna, próba wejścia
- 2006 – Gasherbrum II – uczestnik, osiągnął wysokość ok. 7400 m (obóz IV)
- 2008 – Elbrus 5642 m, Rosja – wejście na szczyt
- 2008 – Mayer Kangri, Tybet – wyprawa eksploracyjna na Mayer Kangri (6286 m n.p.m.) w grupie górskiej Nyainqentanglha-West na płaskowyżu Chang Tang

## Podróże i trekkingi
- 1976 – przejazd ciężarówką w ramach powrotu z wyprawy na Nanga Parbat wraz z żoną i synem (9 lat) z Pakistanu przez: Afganistan, Iran, Turcję, Bułgarię (ówczesną) Jugosławię, Austrię (ówczesną) Czechosłowację do Polski.
- 1981 – rodzinna wyprawa z żoną, i synem (14 lat) do Indii, Sri Lanki, Tajlandii, Malezji, Singapuru i Nepalu – trekking do bazy pod Annapurną, Himalaje, Nepal
- 1997 – trawers lodowców Biafo oraz Hispar, Karakorum, Pakistan
- 1998 – Mount Everest – trekking w rejonie Khumbu i Gokyo, Himalaje, Nepal
- 2000 – Spitsbergen, Góry Atomowe, skiturowo-trekkingowa wyprawa z Longyearbyen na Newtontoppen 1717 m – najwyższy szczyt Spitsbergenu
- 2003 – Góra Synaj (Góra Mojżesza), trekking na szczyt, Egipt
- 2008 – trekking w rejonie Khumbu Himal, Himalaje, Nepal

## Artykuły własne
- Katowicka wyprawa na Ganesh Himal, Taternik 2/1984, Warszawa
- Katowicka wyprawa w Karakorum 1984, Taternik 2/1984, Warszawa
- W górach Ameryki, 1980, Taternik 1/1985, Warszawa
- Południowa ściana Lhotse Taternik 2/1986, Warszawa
- Polska wyprawa na K2 1986, Taternik 2/1986, Warszawa
- Ben Nevis i Kazalnica, Taternik 1/1987, Warszawa
- Shishapangma, Taternik 1/1987, Warszawa (współautor Jerzy Kukuczka)
- K2's Magic Line, „The American Alpine Journal”, rocznik 1987, s. 10–13
- Nowa droga na Annapurnę, 1988, Taternik 2/1988, s. 63–65, Warszawa
- Annapurna South Face -Ascent and Tragedy, American Alpine Journal, 1989, s. 217–219
- Xixabangma 1987, The Alpine Journal 1990/91, The Alpine Club, Londyn (współautor Jerzy Kukuczka)
- Reconnaissance of the Mayer Kangri and Jomo Ri Mountains, elaborated by Janusz Majer and Jerzy Wala, Katowice 2009 (Property of Janusz Majer and Jerzy Wala)
- The Reconnaissance in Mayer Kangri and Jomo Ri Mountains, Chang Tang plateau in Tibet, Majer J. and Chwola G. (Japanese Alpine News, Vol. II July 2010)